# Skoler Beskiderne
Skoler Beskiderne eller Skole Beskids (ukrainsk: Сколівські Бескиди; polsk: Beskidy Skolskie) er en bjergkæde i det vestlige Ukraine, der tilhører den række af bjergkæder, der kaldes de østlige beskider, inden for de ydre østlige Karpater.
Bjergene består primært af karpatisk flysch. Den nordlige del af området udgør Skoler Beskiderne Nationalpark  etableret i 1999. I parken ligger den højeste top i området, Parashka (uk), 1.268 meter over havet. Bjerget Zwinin (nn), 992 meter over havets overflade, ligger også i parken.
I Skoler Beskiderne findes også sandstensfæstningerne i Tustan (en), bygget mellem det 9. århundrede og det 13. århundrede, der nu er et statshistorisk og kulturelt reservat. Det er tæt på byen Boryslav.

## Galleri
- Skoler Beskiderne; Landsbyen Plavie.
- Skoler Beskiderne. Klymets Naturreservat, Drohobych Raion, Turka Raion)
- Skoler Beskiderne. (Stryi Raion)
- Skoler Raion. Rasteplads ved hovedvejen Lviv-Uzhhorod.